# Дудник Микола Трохимович
Микола Трохимович Дудник (14 серпня 1916, село Новогригорівка, тепер Миколаївської області — ?) — радянський молдавський державний діяч, 1-й секретар Бендерського міського комітету КП Молдавії. Член ЦК КП Молдавії в 1949—1961 роках. Кандидат у члени ЦК КП Молдавії в 1961—1963 роках. Депутат Верховної Ради Молдавської РСР 2—5-го скликань.

## Життєпис
У 1937—1938 роках — на комсомольській роботі.
Член ВКП(б) з 1939 року.
У 1939—1940 роках — редактор Григоріопольської районної газети Молдавської АРСР.
У 1941—1944 роках — на відповідальній роботі в місті Ростові-на-Дону, потім у Киргизькій РСР.
У 1944—1946 роках — 2-й секретар Бравіцького районного комітету КП(б) Молдавії.
У 1946—1947 роках — 2-й секретар Бендерського повітового комітету КП(б) Молдавії.
У 1947—1952 роках — 1-й секретар Каїнарського районного комітету КП(б) Молдавії.
У 1952 році — секретар, у 1952 — червні 1953 року — 2-й секретар Тираспольського окружного комітету КП Молдавії.
У 1953—1962 роках — 1-й секретар Бендерського міського комітету КП Молдавії.
У 1963—1970 роках — на відповідальних посадах у Раді міністрів Молдавської РСР.
З 1970 року — персональний пенсіонер.
Подальша доля невідома.

## Нагороди
- орден Трудового Червоного Прапора
- орден «Знак Пошани»
- медалі